# Primera División de Costa Rica 1937
Die Saison 1937 war die 17. Spielzeit der Primera División de Costa Rica, der höchsten costa-ricanischen Fußballliga. Es nahmen sechs Mannschaften teil. Heredia wurde zum 10. Mal in der Vereinsgeschichte Meister.

## Austragungsmodus
- Die sechs teilnehmenden Teams spielten in einer Einfachrunde (Hin- und Rückspiel) im Modus Jeder gegen Jeden den Meister aus.
- Zwischen SG Española und CS Cartaginés gab es ein Entscheidungsspiel um den zweiten Platz.
- Der Letztplatzierte bestritt ein Relegationsspiel gegen den Meister der Zweiten Liga.

## Endstand

### Hauptrunde
| Pl.             | Verein            | Sp. | S | U | N | Tore    | Diff. | Punkte |
| --------------- | ----------------- | --- | - | - | - | ------- | ----- | ------ |
| 1.              | CS Herediano      | 11  | 5 | 3 | 3 | 036:260 | +10   | 13     |
| 2.              | SG Española       | 11  | 6 | 1 | 4 | 033:240 | +9    | 13     |
| 3.              | CS Cartaginés (M) | 11  | 4 | 3 | 4 | 032:300 | +2    | 11     |
| 4.              | CS La Libertad    | 10  | 4 | 3 | 3 | 015:160 | −1    | 11     |
| 5.              | Orión FC          | 10  | 4 | 1 | 5 | 017:190 | −2    | 09     |
| 6.              | LD Alajuelense    | 10  | 1 | 4 | 5 | 018:360 | −18   | 06     |
| Stand: Endstand |                   |     |   |   |   |         |       |        |

### Relegation
| Letzter 1°División | Gesamt | Meister 2°División       | Hinspiel | Rückspiel |
| ------------------ | ------ | ------------------------ | -------- | --------- |
| LD Alajuelense     | 9:2    | CS La Unión de Tres Ríos | 8:2      | 1:0       |

## Pokalwettbewerb

### Copa Guatemala 1937
Die "Copa Guatemala" wurde vor Beginn der Spielzeit im Frühjahr 1937 ausgetragen; Alajuela gewann das Finale gegen Heredia mit 5:1.